# Гаряєви
Гаря́єви (рос. Гаряевы) — присілок у складі Шабалінського району Кіровської області, Росія. Входить до складу Ленінського міського поселення.
Населення становить 109 осіб (2010, 155 у 2002).
Національний склад станом на 2002 рік — росіяни 89 %.